# Periclimenes inornatus
Periclimenes inornatus är en kräftdjursart som beskrevs av Kemp 1922. Periclimenes inornatus ingår i släktet Periclimenes och familjen Palaemonidae. Inga underarter finns listade i Catalogue of Life.